# Завидо-Борзенка
За́видо-Бо́рзенка — село Криворізької сільської громади Покровського району Донецької області, Україна.

## Історія.
Перші документальні згадки про цей населений пункт відносяться до середини ХІХ сторіччя. В 1850 році "деревня Завидова", 30  душ чоловічої статі та 1658 десятин землі належали поручику Василю Васильовичу Римсько-Корсакову. 
Згідно "Списку населених місць Російської імперії. Катеринославська губернія за відомостями 1859 року" в "деревне Завидова" з дублюючою назвою Дерезовка, при річці Сухий Бичок було 10 дворів і мешкали 46 чоловік і 42 жінки. За спогадами старожилів села це були переселенці з москвинських губерній, серед яких згадують прізвища  Корнілова, Лінкіних, Мамонових.
В списках населених місць Бахмутського повіту Катеринославської губернії вже за 1911 рік зазначено, що в селі ЗавІдове-Борзенкове (Дерезовка) Криворізької волості на 39 подвір'ях мешкало 90 чоловіків і 99 жінок. Селянам належали 444 десятин оранки, 70 десятин пасовищ. В 1915 році за селом Завідове-Борзенкове було наділено 160 десятин землі.
В 1923 році село Завидо-Борзенка увійшло до складу Гришинського району. В селі була створена сільська рада, до якої входили село Вікторівка (Кринички) та хутора Аністратовський, Василь-Поле, Весела Могила, Курганівський, Ново-Вікторівка, Свободний, імені Калініна (Синицінський).
В 1929 році в селі Завидо-Борзенка був організований колгосп "Червоний маяк". З часом була створена Гришинська МТС, яка знаходилася в селі Криворіжжі. Гришинська МТС обслуговувала в Завидо-Борзенській сільській раді два колгоспи, які мали назву катів українського народу - імені Красіна і імені Постишева.
13.02.1935 року Завидо-Борзенська сільська рада увійшла до складу новоствореного Добропільського району. Ще до початку другої світової війни в селі працювала початкова школа, в якій учні навчалися у спарених класах: перший клас з третім, другий з четвертим. Викладали навчання в класах два вчителі.
В 1954 році село Завидо-Кудашеве було передане до Завидо-Борзенської сільської ради. В 1958 році села Весела Могила, Гігант, Завидо-Борзенка об'єдналися в село Завидо-Борзенка.
P.S. Архівні документи Завидо-Борзенської сільської ради за 1943-1965 роки знаходяться в Державному архіві Донецької області (фонд Р-2381). Погосподарські книги післявоєнних років зберігаються в архіві Криворізької сільської ради.

## Жертви сталінських репресій.
- Кравченко Іван Хомич, 1916 року народження, село Кудашеве Добропільського району Донецької області, українець, освіта неповна середня, безпартійний. Проживав в селі Завидо-Борзенка Добропільського району Сталінської (Донецької) області. Завідувач сільським споживчим товариством.  Заарештований 02 лютого 1942 року. Даних про вирок немає. Реабілітований у 1942 році.[значущість факту?][джерело?]